# Maurice Vincent Wilkes
Maurice Vincent Wilkes (Dudley, 26 de junho de 1913 — Cambridge, 29 de novembro de 2010) foi um cientista da computação inglês.
Graduou-se no St John's College, Universidade de Cambridge, onde estudou de 1931 a 1934. Continuou os estudos para obter um doutorado em física, em 1936, com um estudo sobre a propagação de ondas de rádio longas na ionosfera. Foi indicado para uma vaga na Universidade de Cambridge, onde se envolveu na criação de um laboratório de computação hoje denominado University of Cambridge Computer Laboratory, que é o Departamento de Ciência de Computadores e Tecnologia da Universidade de Cambridge.
Foi convocado para servir na Segunda Guerra Mundial e trabalhou no desenvolvimento do radar. 
Em 1945 foi indicado ao cargo de vice-diretor do Laboratório de Matemática da Universidade de Cambridge (depois viria a ser conhecido por Laboratório de Computadores).
O Laboratório de Cambridge possuía diversos equipamentos, incluindo um analisador diferencial. Wilkes obteve uma cópia da descrição do EDVAC de John von Neumann em construção por Presper Eckert e John Mauchly na Moore School of Electrical Engineering. Teve de lê-lo em uma noite porque devia retornar a cópia e naquela época não havia as facilidades de fotocópia de hoje em dia. Imediatamente decidiu que aquela era a forma que a computação deveria proceder. 
Posto que o laboratório tinha seus recursos próprios, ele pode imediatamente iniciar os trabalhos com uma pequena máquina prática, o EDSAC. Decidiu que não deveria fazer um computador melhor, mas simplesmente fazer um para a universidade. Decisão puramente prática. Usou somente métodos provados para a construção de cada parte da máquina. A máquina resultante deste processo era menor e mais lenta que suas contemporâneas. Entretanto, seu computador foi o primeiro a ter programa gravados de forma prática e começou a operar em Maio de 1949. 
Em 1951, desenvolve o conceito da microprogramação baseado no uso das memórias ROM para controle da Unidade Central de Processamento; este conceito simplificou o desenvolvimento das CPU. A microprogramação foi primeiro descrita na Conferência Inaugural de Computação da Universidade de Manchester e depois publicada na revista IEEE Spectrum em 1955. Seu conceito foi implementado no EDSAC 2.
O próximo computador de seu laboratório foi o Titan, numa joint venture com a Ferranti Ltd. Ele suportava o primeiro sistema de tempo compartilhado do Reino Unido e provia amplo acesso a recursos de computação na universidade, inclusive gráficos compartilhados para mecânica, CAD. 
Um compomente notável do projeto do sistema operacional do Titan era seu acesso baseado tanto na identificação do programa quanto da do usuário. Ele introduziu a criptografia de senha usada depois pelo Unix. 
A Wilkes é também creditada a ideia de rótulos simbólicos, macros, e bibliotecas de sub-rotinas que tornaram a programação mais fácil e pavimentaram o caminho para as linguagens de programação de alto nível.
Posteriormente, Wilkes trabalhou num sistema pioneiro de compartilhamento de tempo, hoje denominado sistema operacional multiusuário, e em computação distribuída. Em 1956 foi eleito membro da Royal Society. Em 1967 recebeu o Prêmio Turing com a seguinte citação:
| “ | O Professor Wilkes é mais conhecido pelo projeto do EDSAC, o primeiro computador com um programa embutido. Construído em 1949, o EDSAC usava memórias mercury delay line. Ele é também autor com Wheeler e Gill, de Preparation of Programs for Electronic Digital Computers em 1951, em que bibliotecas de programas foram introduzidas de forma eficiente. | ” |

No fim da década de 1960, Wilkes se dedica também a computação baseada em capacidade, e o laboratório monta um único computador, o Cambridge CAP. Em 1974 Wilkes junta-se à uma rede suíça (em Hasler AG) que usava uma topologia de anel para alocação de tempo na rede. O laboratório inicialmente usou um prototipo para compartilhar periféricos. Uma parceria comercial foi formada e tecnologias similares se tornaram disponíveis de forma ampla na Inglaterra.
Em 1980 se aposenta como professor e da direção o laboratório e assume cargo na Digital Equipment Corporation em Maynard, Massachusetts. Retorna à Inglaterra em 1986 e se torna membro da Divisão de Pesquisa Estratégica da Olivetti. Em 1993 recebe o título de Doctor of Science da Universidade de Cambridge. É nomeado Sir, ou feito Cavaleiro do Império Britânico, em 2000. Em 2002 retorna ao Laboratório de Computação de Cambridge como Professor Emérito.
Sir Wilkes conheceu a sua esposa, Nina Twyman, uma classicista, em Cambridge em 1947. Nina faleceu em 2008. O casal teve três filhos: Anthony, Margaret e Helen."  
A ele é atribuída a frase:
| “ | Lembro do exato momento em que me dei conta que boa parte de minha vida foi dedicada a localizar erros em meus próprios programas. | ” |

## Publicações (inglês)
- Time-sharing Computer Systems. Elsevier, 1975. ISBN 0-444-19525-4
- Memoirs of a Computer Pioneer. The MIT Press, 1985. ISBN 0-262-23122-0